# Jocelyne Machevo
Jocelyne Machevo (Moçambique, 1990?) é uma gestora comercial e de comunicação moçambicana da área de energia. É conhecida por sua atuação no primeiro projeto de gás natural liquefeito (GNL) de Moçambique: o Projeto Coral Sul FLNG. Ela é a primeira moçambicana a ocupar uma posição executiva na Eni Ronuma Basin.

## Carreira
Jocelyne possui graduação em Engenharia Civil pelo Instituto Superior de Transportes e Comunicações, em Moçambique, e um mestrado em Economia e Gestão de Energia e Ambiente, da Eni Corporate University, em Milão, Itália. Também foi bolsista do programa Young African Leader Initiative (YALI), e participou do primeiro grupo de treinamento da Power Africa - Young Women in African Power Leadership, em 2018. Também recebeu um diploma de Educação Executiva em Liderança Feminina, da Said Business School, da Universidade de Oxford.
Ela começou a sua carreira em 2013, aos 22 anos de idade, como Engenheira Civil na Eni, uma empresa internacional de energia, onde ela ocupou várias funções no departamento de projetos e adquiriu habilidades em gestão de projetos, desenvolvimento comercial, contratos de fornecimento de gás e GNL, gestão de stakeholders, desenvolvimento de conteúdo local e iniciativas de desenvolvimento comunitário. Ela é a primeira mulher e a primeira moçambicana a ocupar um cargo executivo na Eni Rovuma Basin, subsidiária da Eni em Moçambique.
No final de 2020, ela juntou-se à Total Exploration & Production Mozambique, como Engenheira-Chefe de Interface no maior projeto de GNL em Moçambique à época, o Mozambique LNG. Em 2022, ela trabalhou como consultora de O&G e Energia nas áreas de desenvolvimento comercial, estratégia de investimento, engajamento com stakeholders, desenvolvimento de conteúdo local, transição energética e diversidade, equidade e inclusão. Em 2024, ela trabalhava como gerente Comercial e de Marketing na Moçambique Vivo Energia.

## Prêmios
- 2017 - Outstanding Mozambican Woman of the Year, no CWC Mozambique Gas Summit[3][4][5]
- 2017 - Future leaders, da Petroleum Economist Awards[2]
- 2019 - Power Play Rising Star, pelo impacto significativo na indústria de GNL[6][7]
- 2021 - Prémio de Excelência, na Segunda Edição da Angola Oil & Gas Technology Conference (AOTC), em Luanda, Angola[8]